# Unicaja Almería
Le Club Voleibol Almería, plus connu sous son appellation sponsorisée d'Unicaja Almería, est un club espagnol de volley-ball, basé à Almeria (Andalousie) et évoluant au plus haut niveau national (Superliga).

## Palmarès
| Compétitions nationales | Compétitions internationales |
| - Championnat d'Espagne (11) - Vainqueur : 1997, 1998, 2000, 2001, 2002, 2003, 2004, 2005, 2013, 2015, 2016 - Finaliste : 2007, 2008, 2009, 2010, 2011, 2012, 2014, 2017, 2018. - Coupe du Roi (11) - Vainqueur : 1995, 1998, 1999, 2000, 2002, 2007, 2009, 2010, 2014, 2016, 2019 - Finaliste : 1993, 1997, 2006, 2008, 2011, 2013, 2018. - Supercoupe d'Espagne (7) - Vainqueur : 2002, 2003, 2006, 2010, 2011, 2012, 2016. | - Néant.                     |

## Joueurs et personnalités du club

### Entraîneurs
Le tableau suivant présente la liste des entraîneurs du club depuis 1986.
| Rang | Nom            | Période   |
| ---- | -------------- | --------- |
| 1    | Moisés Ruiz    | 1986-1991 |
| 2    | Antonio Conti  | 1991-1994 |
| 3    | Axel Mondi     | 1994-1998 |
| 4    | Stefan Sokolov | 1998-1999 |
| 5    | Fernando Muñoz | 1999-2004 |
| 6    | Axel Mondi     | 2004      |

| Rang | Nom                        | Période   |
| ---- | -------------------------- | --------- |
| 7    | Piero Molducci             | 2004-2005 |
| 8    | Bert Goedkoop              | 2005-2006 |
| 9    | José Maqueda               | 2006      |
| 10   | Oscar Novillo              | 2006-2008 |
| 11   | Axel Mondi                 | 2008      |
| 12   | Carlos Alberto Castanheira | 2008      |

| Rang | Nom              | Période   |
| ---- | ---------------- | --------- |
| 13   | Carlos Carreño   | 2008-2010 |
| 14   | Axel Mondi       | 2010-2012 |
| 15   | Piero Molducci   | 2012-2018 |
| 16   | Manuel Berenguel | 2018-     |